# Pendanthura anophthalma
Pendanthura anophthalma är en kräftdjursart som beskrevs av Negoescu 1994. Pendanthura anophthalma ingår i släktet Pendanthura och familjen Anthuridae. Inga underarter finns listade i Catalogue of Life.